# Graben 1 (Weimar)

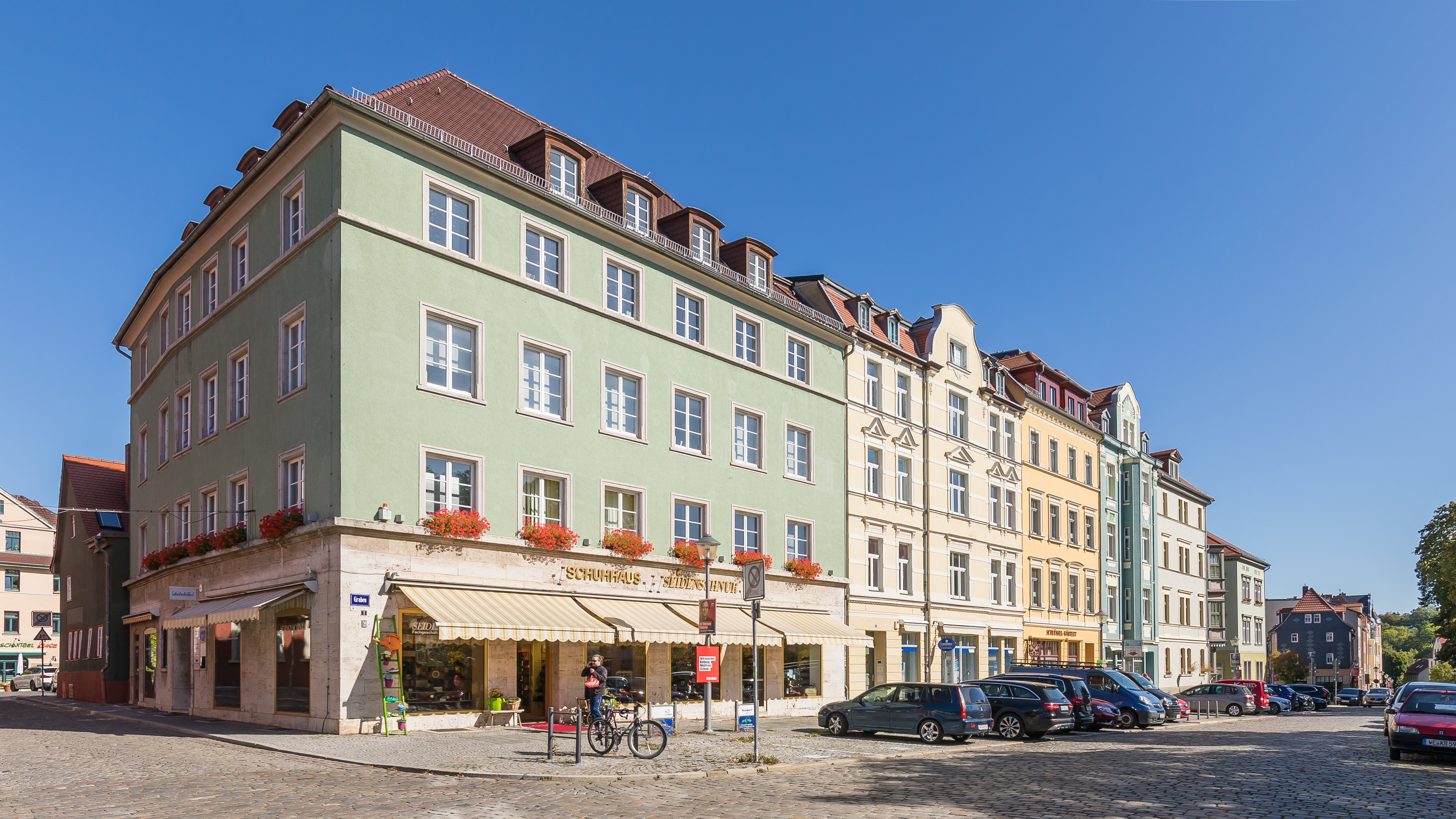
Graben 1

Das Wohn- und Geschäftshaus Graben 1 in Weimar wurde 1938/39 gebaut. 

## Geschichte
Seine Entstehung stand im Zeichen nationalsozialistischer Baupolitik im Sinne einer baulichen Vereinheitlichung zum Zwecke einer Inszenierung. Diesem wurden auch die benachbarten Gebäude Goetheplatz 9a und die dem Kunsthalle „Harry Graf Kessler“ vorgelagerten Bau, dem einstigen Rentamt, sind Ergebnis dieser Bauplanungen, die im Zusammenhang mit dem Gauforum Weimar stehen. Für das Haus Graben 1 mussten die Häuser Graben 1 und 3 weichen.  In diesem Bereich gab es Kannrückchen, die ebenfalls verschwanden. In den Häusern Graben 1 und 3 waren der "Tuchhandel Otto Linsenbarth" und die "Kunstglaserei und Bilderrahmung Otto Pabst". Die Hausnummer Graben 3 wurde nie wieder vergeben. Graben 1 ist gewissermaßen eine Einpassung von Teilen der Altstadt in den Jahren 1936 bis 1939 durch den Ersatz mit Neubauten, wie sie für das Gesamtbild des Gauforums notwendig erachtet wurden. Verantwortlich hierfür war der Architekt Willem Bäumer. Ähnlich verhielt es sich mit dem Haus Goetheplatz 9a, dem Rentamt Goetheplatz 9 und der gesamten Ferdinand-Freiligrath-Straße. Es betraf letztlich einen Großteil der Jakobsvorstadt.